# Демченко Михайло Васильович
Демченко Михайло Васильович (нар. 8 лютого 1925, Курмани — 15 червня 2012, Рожни) — український науковець і викладач, професор, який багато років викладав на історичному факультеті КНУ ім. Т. Г. Шевченка. Учасник Другої світової війни.

## Життєпис
Народився 8 лютого 1925 р. в селі Курмани Недригайлівського району Сумської області.
Вчився у середній школі в рідному селі, був важко поранений і в 18 років став інвалідом І групи.
Вчився на історичних факультетах Станіславського (нині — Івано-Франківськ) вчительського інституту (1948 р.) та Харківського університету (1953 р.). Рекомендований до аспірантури на кафедру історії України Київського університету імені Т. Г. Шевченка, після закінчення якої (1956 р.) залишений на роботу на цій же кафедрі, де й працював до виходу на пенсію наприкінці 90-х рр. ХХ ст., спочатку асистентом, згодом викладачем і старшим викладачем (1959 р.), доцентом (1961 р.) і професором (1984 р.).
Більше 40 років читав нормативні курси та спецкурси з історії України та української культури на факультетах: історичному, філологічному, філософському, економічному, географічному та іноземних мов. Здійснював керівництво аспірантами, написанням студентами дипломних і курсових робіт. Навчально-педагогічну роботу успішно поєднував з науково-дослідницькою. Вивчав і розробляв важливі і мало досліджені на той час проблеми суспільно-політичного і національного руху в Україні наприкінці ХІХ — на початку ХХ століття, культурне життя в Україні в новітній період та інші важливі питання з історії України. Підготував і опублікував понад 150 наукових праць та навчально-методичних посібників з історії України та української культури для студентів історичних факультетів. Член спеціалізованої вченої ради історичного факультету по захисту кандидатських та докторських дисертацій.
У 1958 р. захистив кандидатську дисертацію «Робітничий рух на Україні в роки столипінської реакції (1907—1910 рр.)», а в 1984 р. — докторську дисертацію «Поширення марксизму і перші соціал-демократичні гуртки і групи на Україні (1883—1894 рр.)».
Відомий серед студентів своєю проукраїнською позицією.

## Праці
- Робітничий і селянський рух на Україні в роки столипінської реакції (1907—1910 рр.). — К., 1959. — 71 с.;
- Історія Києва (Історія міст і сіл УРСР). — К., 1968. — 586 с.;(член авт. колективу);
- Поширення марксизму і соціал-демократичний рух на Україні (80-90 рр. ХІХ ст.). — К., 1983. — 182 с.;
- Шевченківський словник: у двох томах. — К., 1976. — 415 с., 1977. — 409 с. (співавтор).

## Нагороди
Нагороджений орденами «Слави» ІІІ ст., «Вітчизняної війни» І ст., «За бойові і трудові досягнення» ІІІ ст., «За мужність» та багатьма медалями.